# Kerguelenkohl
Der Kerguelenkohl (Pringlea antiscorbutica) ist eine Pflanzenart, die nur auf einigen subantarktischen Inseln im Indischen Ozean heimisch ist, darunter den namengebenden Kerguelen. Er ist der einzige Vertreter seiner Gattung aus der Familie der Kreuzblütengewächse (Brassicaceae).
Junge Pflanzen ähneln oberflächlich den bekannten Kohlarten, mit denen die Art aber nur sehr entfernt verwandt ist. Die Blätter enthalten Vitamin C, weswegen sie im 19. Jahrhundert Seeleuten im Indischen Ozean als Lebensmittel zur Verhinderung von Skorbut dienten. In seinem Verbreitungsgebiet war der Kerguelenkohl häufig, durch den Menschen eingeführte Arten haben jedoch fast überall massiv zu seinem Rückgang geführt.

## Merkmale
Der Kerguelenkohl ist eine ausdauernde, verzweigt wachsende Pflanze mit bis zu einem Meter langen und bis zu 10 Zentimeter dicken oberirdischen Sprossachsen. Diese enden in Blattrosetten, die einen Durchmesser bis zu 80 Zentimeter erreichen können. Die Sprossachsen wachsen aus 15 bis 18 Zentimeter dicken, halb holzigen Rhizomen, die mit einer schwammartigen und faserigen Substanz gefüllt sind.
Die grundständigen, rundlichen bis eiförmigen Blätter der Rosette stehen nach Art eines Kohlkopfes zusammen. Sie sind blau-grün, erreichen eine Länge von rund 29 Zentimetern und eine Breite bis zu 15,8 Zentimetern, bei ausgewachsenen Pflanzen wird die Rosette aus etwa 46 Blättern gebildet.
Zwischen den Blättern wachsen ab dem dritten oder vierten Jahr drei bis fünf Blütenstandsachse. Die Blütenstände sind gelegentlich verzweigt, sie können viele Jahre bestehen bleiben. An alten Pflanzen konnten bis zu 28 Stück gefunden werden, darunter bis zu acht Jahre alte. Die Blüten sind kurz gestielt, die vier Kelchblätter sind grün, behaart und rund 6 Millimeter lang. Die vier kleinen Kronblätter sind häufig unvollständig oder fehlen ganz, oft schon bei der Knospe.
Die Staubfäden erreichen eine Länge von acht Millimetern, die Staubbeutel sind bis zu zwei Millimeter lang. Die behaarten Fruchtknoten sind länglich-rund, die Griffel kurz. Die großen Narben sind rundlich und papillös.

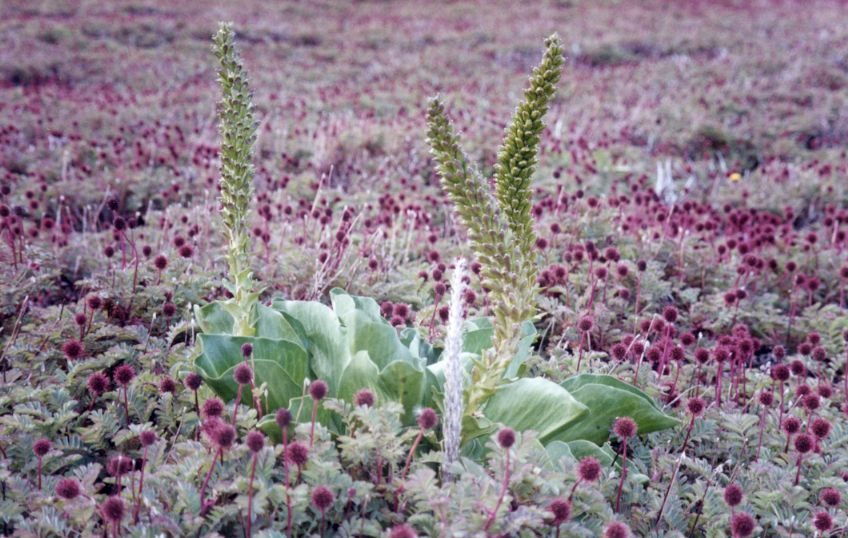
Blühende Pflanze mit Acaena magellanica

Die Blüte ist schwach protogyn, die Fruchtblätter werden also noch vor den Staubblättern reif, um eine Fremdbestäubung zu begünstigen. Die sechs Staubblätter sind bei jungen Blüten kürzer als der Fruchtknoten, reif sind sie dagegen um ein Drittel länger als der Stempel. Die Narben sind empfängnisbereit, bereits bevor die Staubblätter zu wachsen beginnen. Erst wenn die Staubbeutel durch das Wachstum der Staubblätter oberhalb der Narben stehen, öffnen sie sich und schütten den reifen Pollen aus.
Die Schoten sind zweikammerig, trocknen während der Reife und öffnen sich dann, um die zahlreichen Samen freizugeben.  Die Samen sind bis zu vier Millimeter lang, bei Kontakt mit Wasser werden sie schleimig. Dadurch werden die Samen geschützt, wenn sie aus der Frucht in Süß- oder Salzwasser fallen und von diesem fortgetragen werden (Hydrochorie). Die Chromosomenzahl beträgt 2n = 24.
Die Pflanzen können ein Alter von acht oder mehr Jahren erreichen, in ihrer Größe und der Anzahl der Blütenstandsachsen sind die einzelnen Populationen sehr variabel.

## Verbreitung und Klima

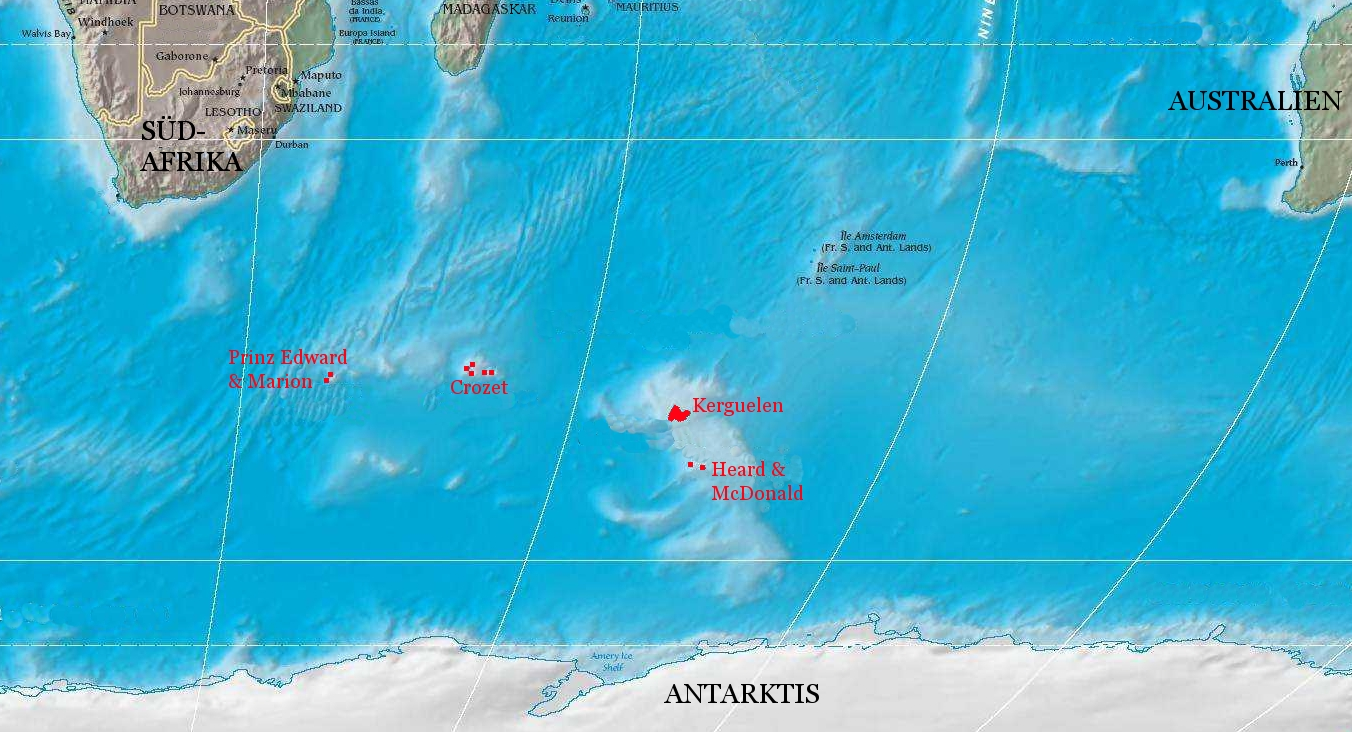
Verbreitung des Kerguelenkohls (rot)

Der Kerguelenkohl ist auf den Kerguelen, dem Crozet-Archipel, Heard sowie den Prinz-Edward- und Marion-Inseln beheimatet und ist damit ein Endemit der phytogeographischen Zone der Kerguelen. Alle Inseln liegen 1.800 bis 4.800 Kilometer entfernt von bewohnten Kontinenten zwischen Südafrika, Westaustralien und der Antarktis im Süden des Indischen Ozeans.
Prägend für die Inseln ist ihre Lage in den Roaring Forties, ganzjährig wehenden starken Winden aus westlicher Richtung, die unbeständiges Wetter, Regen und hohen Seegang verursachen und oft zu Stürmen werden. Das Klima ist hier kalt-ozeanisch, auf Heard, der südlichsten Insel des Verbreitungsgebietes, liegen die Temperaturen im Jahresmittel bei 1 °C mit 1360 Millimeter Niederschlag an 276 Regentagen pro Jahr. Auf den Kerguelen liegt das Jahresmittel bei 4,6 °C (schwankend zwischen 23 °C und knapp über 0 °C im Sommer und −5 bis −14 °C im Winter) und die Niederschläge bei 674 Millimeter pro Jahr mit einer relativen Trockenheit im Sommer.

## Ökologie

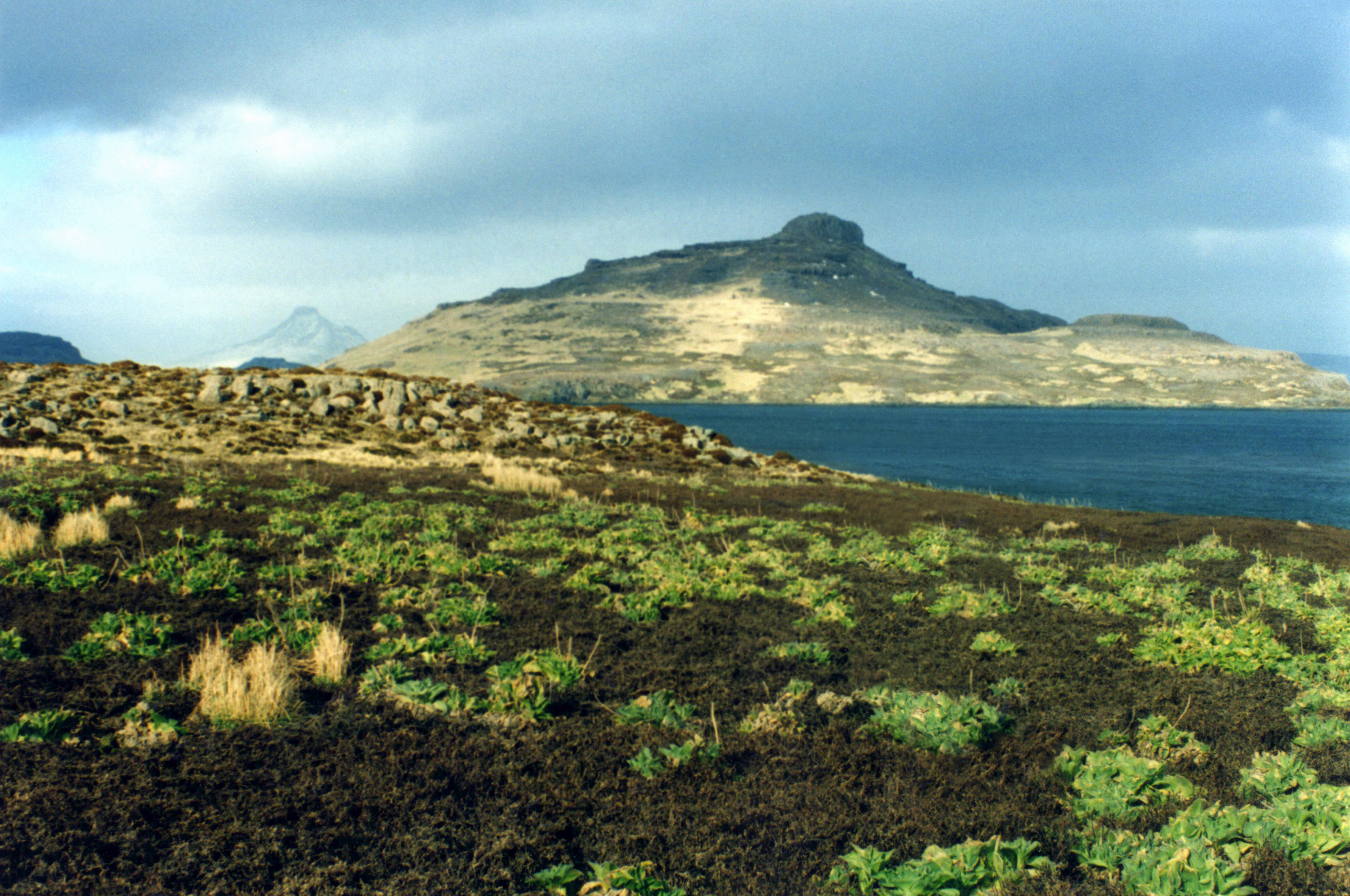
Population auf der Île Mayès (Kerguelen)

Die Flora der subantarktischen Inseln ist extrem artenarm. So kommen auf den Kerguelen 29 Pflanzenarten vor, auf Heard sogar nur zwölf. Der Kerguelenkohl ist an die extremen Bedingungen der subantarktischen Inseln angepasst. Die Wuchsorte der Pflanzen liegen im Gebirge und reichen bis in Küstennähe, wo sie salziger Gischt ausgesetzt sind. Diese erhöht mittelbar auch den Salzgehalt des Bodens, worauf die Pflanzen jedoch tolerant reagieren. Bevorzugte Standorte sind tiefgründige und durch Guano gedüngte Böden. Der Kerguelenkohl wächst meist vergesellschaftet mit Acaena magellanica, Azorella selago, an den Küsten auch mit Cotula plumosa.
Anders als bei den meisten anderen Kreuzblütengewächsen, die durch Insekten bestäubt werden, überwiegt beim Kerguelenkohl die Selbstbestäubung (Autogamie), weil es auf den Inseln seines Verbreitungsgebietes aufgrund der starken Winde keine einheimischen fliegenden Insekten gibt. Eine Bestäubung durch den Wind wäre zwar theoretisch möglich, ist aber wohl von nur geringer Bedeutung, da sie neben hohen Populationsdichten schwache Winde und geringe Luftfeuchtigkeit voraussetzt, zwei Faktoren, die nur selten in diesen Breiten zu finden sind.
Der Kerguelenkohl ist die einzige Wirtsart einer auf den subantarktischen Inseln endemischen, flügellosen Stelzfliegenart, Calycopteryx mosleyi. Da sie vom Vorkommen des Kerguelenkohls abhängig ist, sind auch ihre Bestände deutlich zurückgegangen.

## Gefährdung
Die Aussetzung von Kaninchen auf den Kerguelen 1874 „erwies sich als ein Desaster für dieses empfindliche und unterentwickelte Ökosystem“ und führte zu einem extremen Rückgang der dortigen Vegetation. Insbesondere die ursprünglich weitverbreitete und für Sturmvögel als Nistplatz wichtige Pflanzengesellschaft aus dem Kerguelenkohl und Azorella selago wich seither im Süden der Hauptinsel und auf neun weiteren Inseln monotypischen Beständen von Acaena magellanica. Der Kerguelenkohl wurde in Bereiche zurückgedrängt, die für Kaninchen unzugänglich sind und kommt auf den Kerguelen heute nur noch verstreut auf einigen wenigen Halbinseln vor. Mitte der 1990er wurde mit der Planung der Wiederherstellung der ursprünglichen Vegetation der Kerguelen begonnen, in Testläufen konnten zuvor auf drei kleinen Inseln die Kaninchen ausgerottet werden, durch angeschwemmte Samen siedelte sich daraufhin der Kerguelenkohl wieder an.
Auf Marion Island bedrohen die Kohlschabe (Plutella xylostella), die Grauschimmelfäule (Botrytis cinerea) sowie die Schnecken-Art Deroceras panormitanum die Bestände. All diese Arten wurden eingeschleppt.
In neuerer Zeit hat die globale Erwärmung, die die subantarktischen Inseln verhältnismäßig stark trifft, zu einer deutlichen Temperaturerhöhung sowie einer Verringerung der Niederschläge geführt. Diese Veränderungen haben den Rückgang der Bestände der feuchtigkeitsliebenden Art vor allem in bereits etwas trockeneren Gebieten weiter vorangetrieben.
Ungefährdet war und ist die Art auf Heard. Sie ist die einzige der subantarktischen Inseln, auf der es keine eingeführten Tier- oder Pflanzenarten gibt. Die durch den Klimawandel ausgelösten Veränderungen sind für die Flora hier vorteilhaft, da sich die Gletscher, die derzeit noch die größten Teile der Insel einnehmen, zurückziehen und das von den Pflanzen bewohnbare Gebiet kontinuierlich größer wird.

## Verwendung
Zur Hochzeit der Jagd auf Wale, Robben und Pinguine auf den Kerguelen zwischen 1800 und 1870 galt der Kerguelenkohl den dort aktiven Schiffsbesatzungen wegen seiner Wirkung gegen Skorbut als „unschätzbares“ Gemüse. Der Kerguelenkohl verlor jedoch bereits im 19. Jahrhundert an Bedeutung als Lebensmittel und Antiskorbutikum.

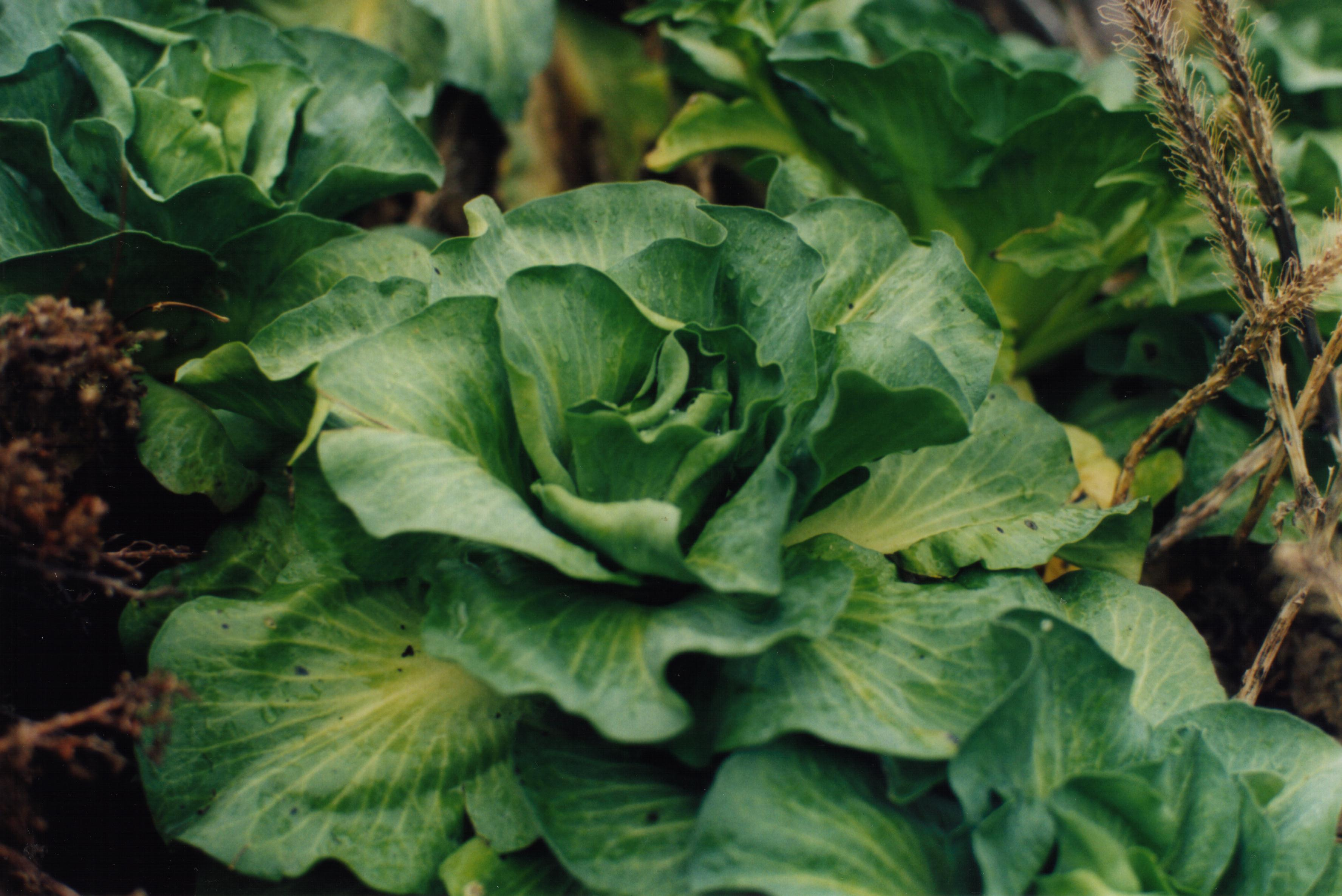
Blattrosette

Spätere Untersuchungen bestätigten den hohen Vitamin-C-Gehalt, auf je 100 g beträgt er in den Herzblättern 121 bis 190 mg (vergleichbar mit Rosenkohl oder Petersilie), bei den äußeren Blättern 63 bis 112 mg. Auch die Rhizome enthalten Vitamin C, je nach Alter zwischen 3 und 126 mg.
Historische Berichte zum Geschmack – wie auch jene gelegentlicher späterer Besucher – attestieren dem Kerguelenkohl den „wässrig-säuerlichen Geschmack antiskorbutischer Pflanzen“.  Die Konsistenz der rohen Blätter wird als „flauschig (wie Flanell)“ beschrieben, ihr Geschmack als „stark und bitter […], ähnlich dem stärksten Meerrettich“.  Während des Kochens färben die Blätter das Wasser dunkelgelb, was das Essen „unappetitlich“ und einen Wasserwechsel erforderlich macht, danach seien die Blätter „faserig“, aber essbar. Cook schrieb, die „ätherischen Öle gäben einen eigentümlichen Geschmack, welcher der Mehrheit der Offiziere wie auch der Crew nicht ungefällig gewesen“ sei. Von der US-amerikanischen Venustransit-Expedition 1874–75 wird berichtet, dass die Blätter des Kerguelenkohls von Mensch und Tier „mit Behagen“ gegessen worden seien. Auch das Rhizom ist essbar und ähnelt im Geschmack dem Meerrettich.
Nach aktuelle Untersuchungen kann der Kerguelenkohl als kommerziell verwertbares Gemüse verwendet werden, sowohl in geschmacklicher Richtung als auch bezüglich seines Nährwertes. „Dieses Gemüse hat deutliches Potential und verdient weitere Untersuchungen, einschließlich Feldversuchen an kühlen Standorten und toxikologischer Studien.“ Kommerzieller Anbau ist schwierig, da die Pflanzen sehr anfällig gegenüber Schädlingen und Krankheiten sind.

## Geschichte und Systematik
Die Art wurde 1776 auf der dritten Reise von James Cook vom Schiffsarzt William Anderson auf den Kerguelen entdeckt, der sie 1785 erstbeschrieb. Joseph Dalton Hooker platzierte sie in eine separate, monotypische Gattung. Der Gattungsname ehrt Sir John Pringle, den damaligen Präsidenten der Royal Society und Pionier der Militärmedizin, der sich auf Grund einer – aus heutiger Sicht falschen – „Fermentationstheorie“ intensiv um die Bekämpfung des Skorbut bemüht hatte. Das Art-Epitheton verweist explizit auf den Gebrauch als Mittel gegen Skorbut.
Innerhalb der Kreuzblütler wird die Gattung in die Tribus Thelypodieae eingeordnet, mit dem eigentlichen Kohl, der Gattung Brassica, ist der Kerguelenkohl nicht direkt verwandt. Die Art entwickelte sich wahrscheinlich im späten Miozän bzw. frühen Pliozän aus einer Vorgängerart, die in Südamerika beheimatet war.

## Nachweise
- Agnes Schermann-Legionnet, Francoise Hennion, Philippe Vernon, Anne Atlan: Breeding system of the subantarctic plant species Pringlea antiscorbutica R. Br. and search for potential insect pollinators in the Kerguelen Islands. In: Polar Biology 30, 2007, 1183–1193. ISSN 0722-4060
- Irène Hummel, Frédéric Quemmerais, Gwenola Gouesbet, Abdelhak El Amrani, Yves Frenot, Françoise Hennion, Ivan Couée: Characterization of environmental Stress Responses during early Development of Pringlea antiscorbutica in the Field at Kerguelen. In: New Phytologist  162/3 2004, 705–715. ISSN 0028-646X
- J.-L. Chapuis, F. Hennion, V. Le Roux, J. Le Cuziat: Growth and reproduction of the endemic cruciferous species Pringlea antiscorbutica in Kerguelen Islands. In: Polar Biology 23, 2000, 196–204. ISSN 0722-4060